# Матерналізм
Матерналізм — публічне вираження домашніх цінностей, пов'язаних з материнством. Він зосереджений на мові материнства, щоб виправдати політичну діяльність жінок, дії та підтвердити державну чи громадську політику. Матерналізм є продовженням «уповноваженого материнства». Він визначає себе як поширення жіночих моральних цінностей виховання та піклування та домашньої соціальної турботи на більшу спільноту. Відповідно до матерналізму, стосунки мати-дитина є важливими для підтримки здорового суспільства. Усі жінки виглядають об'єднаними та визначаються своїми здібностями та спільною відповідальністю перед матір'ю всіх дітей. Використовуючи основи материнства, матері в рамках матерналізму служать державі чи нації, виховуючи «громадян-працівників». Вчені XX та XXI століть пролили світло на жінок-активісток у контексті матерналістської політики, зосередженої на політиці, спрямованій на користь жінок і дітей, як-от програми охорони здоров'я матері та дитини, пенсії для матерів, такі як програма ADC (Aid to Families with Dependent Children — Допомога сім'ям з дітьми на утриманні) та інші різноманітні види програм соціального забезпечення. Деякі вчені вважають матерналізм частиною феміністичних рухів та ідеологій. З іншого боку, інші вважають, що він відрізняється від фемінізму через те, що деякі матерналісти та матерналістки поділяють спільну характеристику, за якою чоловік у домогосподарстві повинен бути економічним постачальником, а центральна роль жінки — бути матір'ю.

## Історія

### Витоки
Матерналізм виник як соціальний і політичний спосіб мислення у XVIII столітті, пов'язаний з республіканським материнством. Пізніше таке мислення сформувало Конгрес матерів у XIX столітті та прогресивних реформаторів у XX столітті. Матеріналізм продовжувався і в XX столітті, вплинувши на урядові реформи Сполучених Штатів і жінок на робочому місці.

### Прогресивна епоха
Наприкінці XIX та на початку XX століть в американських містах і міських центрах стали популярними будинки поселення, також відомі як будинки місії або будинки порятунку. Білі жінки середнього класу, які також відомі як матрони, засновували такі будинки. Ці заклади забезпечували житлом, ресурсами та громадськими послугами осіб із робітничого класу та новоприбулих іммігрантів. Білі жінки середнього класу, які керували цими поселеннями, пропонували освітні послуги, догляд за дітьми, медичне обслуговування та пропонували роботу іншим жінкам і матерям. Основні будинки поселення включали Hull House у Чикаго та Toynbee Hall у Нью-Йорку.
У 1874 році неодружені жінки-протестантки, відомі як матрони, заснували будинок пресвітеріанської місії в Сан-Франциско, який проіснував до початку XX століття. За словами історикині Пеггі Паско, основною метою Пресвітеріанської місії було «врятувати» китайських іммігранток від проституції та навчати їх знанням про християнську стать і сімейні норми. Для протестантських жінок християнський дім був традиційним ідеалом і цінністю, що сягає корінням у вікторіанську гендерну систему, а також у новішу ідею «дружнього шлюбу». Матрони, які прийняли ідеал спільного шлюбу, вірили, що простір дому місії забезпечить моральні цінності чистоти та благочестя для покращення стану жінок, яких вони приймають. Протестантки вірили, що ці моральні цінності лежать в основі «справжньої жіночності». Протестантські жінки-матрони були віддані своїй місіонерській роботі та сприймали свої зусилля з порятунку та догляду за жінками як професійну кар'єру. З іншого боку, дім Місії дав китайським жінкам можливість одружитися, звернутися за допомогою в шлюбі, вийти з шлюбу за домовленістю та знайти нових чоловіків. Деякі китайські жінки прийшли до місії, щоб отримати захист від своїх чоловіків-насильників. Інші китайські жінки йшли до матрон, коли їхні чоловіки помирали і, як наслідок, потрапляли під контроль своїх свекрух або коли вони хотіли побудувати кращі стосунки зі своїми родичами. Загалом дім місії допоміг китайським жінкам зайняти місце в американській культурі та сприяв розвитку китайсько-американського середнього класу в Сан-Франциско та інших містах Сполучених Штатів.

#### Жіночі професії
На межі XX століття соціально прийнятні професії для білих жінок із середнього класу включали вчителювання та догляд за дітьми. Жінки кольорового кольору зазнали широко поширеної дискримінації при працевлаштуванні, і вони стали переважно регульованими до певних галузей сфери послуг, домашньої та сільськогосподарської роботи. У 1910 р. жінки становили лише 5-6 % лікарства, 1 % юристівства і 1 % священнослужительства. Жінки досягли величезного успіху у створенні нових професій, орієнтованих на жінок, ніж вони досягли, увірвавшись у сфери, де домінують чоловіки, створивши робочі місця на основі своїх домашніх і материнських якостей, відповідно до риторики та логіки материнства. Наприклад, коли в 1890-х роках у Массачусетському технологічному інституті та Чиказькому університеті з'явилася домашня економіка, жінки вивчали науку та використовували експерименти, щоб впливати на політику. Лабораторії під керівництвом жінок вивчали способи створення чистішої води та кращої американської каналізації. Альтернативою традиційному медсестринству став заклад громадського медсестринства. Програми громадського медсестринства дозволили жінкам мати власну приватну практику, і їм не потрібно було працювати під керівництвом чоловіків. Однак більшість жінок обслуговували громади, які не могли платити, що обмежувало їхні ресурси та доходи. Соціальна робота переважно діяла в соціальних поселеннях, обслуговуючи жінок і дітей іммігрантства. Соціальні працівники були ключовими гравцями в просуванні прогресивних реформ.

### Після Другої світової війни
Після Другої світової війни 1945 року в США існував високий соціальний і політичний запит на реформування та розширення системи дитячого догляду. Реформи дитячого садка в основному вимагали працюючі жінки. Післявоєнний період був часом суперечностей між гендерними ролями жінок, зосередженими на домі, та збільшенням їх участі в робочій силі. Післявоєнна епоха включала зовнішні загрози, такі як комунізм, і внутрішні виклики, такі як емансиповані жінки, розпад сімей та інші соціальні фактори. Отже, американське суспільство звернулося до сім'ї, щоб звільнитися від деяких із цих страхів. По суті, уряд Сполучених Штатів розробив багато державних заходів для захисту американської родини та дому. Тому соціальною нормою того часу було те, що жінки залишалися вдома, щоб вони могли піклуватися про своїх дітей і підтримувати свої домівки; це також називають «ідеалом домогосподарки». Незважаючи на те, що в американському післявоєнному суспільстві жінки взяли на себе роль домогосподарки, багато жінок почали працювати поза домом, коли їхні діти підросли і пішли до школи. До 1950-х років одна третина всіх американських жінок працювала поза домом, а приблизно половина — повний робочий день. Однак можливості для жінок увійти в робочу силу були дуже мінімальними, і вони часто отримували низьку зарплату. Зміна гендерних ролей жінок вдома та поза домом зрештою вплинула на зміну державної політики. Зі зміною політичних дискурсів і моделей праці кілька політичних організацій прийняли риторику материнства, наприклад Жіноче бюро, Дитяче бюро та програма ADC.
У період після Другої світової війни, між 1945 і кінцем 1960-х років, з'являлися різні форми материнства, оскільки жінки дедалі глибше приєднувалися до оплачуваної робочої сили. Однак американське суспільство не заохочувало матерів працювати поза домом; натомість їх заохочували залишатися вдома та піклуватися про своїх дітей. Поступово американські соціальні працівники стали більш сприйнятливими та змінили свою позицію щодо зайнятості матерів. Історики Івонн Зілан і Лора Карран описують погляди цих професійних соціальних працівників як такі, що зміцнюють ідеї материнства, а також намагаються сприйняти ідеї фемінізму, такі як індивідуальне право жінки на роботу. В обох випадках деякі соціальні працівники відкидали материнську зайнятість, тоді як інші захищали і прославляли ідею працюючих жінок.

#### Державний матерналізм
«Державний матіринізм» — термін, використаний історикинею Івонн Зілан для дослідження повоєнних матерналістів і того, як вони стверджували, що саме держава несе відповідальність за захист і допомогу працюючим матерям та їхнім дітям.
Дитяче бюро, федеральне агентство при американському відділенні Департаменту охорони здоров'я та управління соціальних служб США у справах дітей і сімей, було організацією, яка використовувала риторику матерналізму. Дитяче бюро бере свій початок з 1912 року; Джулія Летроп, реформаторка материнства, заснувала агентство і згодом стала головною керівницею. Організація була зосереджена на питаннях добробуту дітей, включаючи питання дитячої праці, здоров'я дітей і догляду за матерями. Подібним чином Жіноче бюро, створене в 1920 році, вивчало позитивні наслідки жіночої роботи та вжило дискримінаційних практик працевлаштування та дитячих садків. Вчена Івонн Зілан вказує на те, що роки заснування цих організацій ґрунтувалися на «матернілістській політичній культурі», точніше, вони сформувалися на основі материнських ідеалів, які наголошували на ролі жінки як матері та підтримували материнську турботу про жінок. Таким чином, роль матері як виховательки дитини потребувала захисту будь-якою ціною. Позиція професіоналів та професіоналок щодо денного догляду в цих групах допомогла підтримати догляд за матерями вдома та зайнятість матері поза домом. Однак, що важливіше, він віддавав пріоритет потребам дітей, що було одним із основних переконань материнства.
Між 1946 і 1962 роками Дитяче бюро та Жіноче бюро проілюстрували різні форми материнства щодо дебатів щодо додавання програм дитячого догляду та їхньої політики до існуючої системи Сполучених Штатів. Дитяче бюро та активісти-активісти з питань материнства розглядали програму дитячого садка як рішення для порятунку «бідних дітей», тоді як Жіноче бюро розглядало програми дитячого догляду (див.: Дошкільна освіта в Сполучених Штатах) як спосіб вирішити проблему «працюючих жінок». Дехто передбачав програму дитячого догляду, яка б замінила турботу матері з висококваліфікованими професіоналами для раннього розвитку дітей. Інші вважали програму дитячого садка рішенням, яке допоможе дітям, чиї матері відсутні, уникнути проблем, наприклад, потрапити в кримінальну систему або продовжити цикл бідності. Однак жодна з ідей не стала реальною політикою. Дебати щодо системи дитячого догляду виникли, коли програма ADC зазнала атаки та потребувала перегляду. Тому, щоб допомогти виправити систему соціального забезпечення, одночасно створюючи систему дитячого догляду, активісти-активісти з питань матерів, професіонали соціальних працівників і багато осіб у Дитячому бюро виступали за те, що для вирішення «проблеми соціального забезпечення» матері-одержувачі програми ADC повинні почати працювати. Потім кошти могли б піти на будівництво системи дитячого садка. Цей аргумент породив новий тип матерналізму, який виник у 1960-х роках. Історик Зілан визначає цей тип як «державний матерналізм», який вважає обов'язком держави захищати і допомагати матерям і дітям. Державний материналізм включив ідею материнської зайнятості (матері працюють поза домом), вказавши, що жінки в робочій силі будуть необхідні для певної демографії жінок та їхніх сімей. Ці демографічні показники включали сім'ї з низьким рівнем доходу та матерів-одиначок і стверджували, що їм доведеться працювати поза домом, щоб виконувати свої обов'язки матері та, загалом, бути хорошими матерями. Бути хорошою матір'ю означало, що матері-одиначки та матері з низьким рівнем доходу мали б бути фінансовим постачальником для своїх сімей, оскільки (для деяких) гроші були обмежені в цей час, а бути самотнім батьком означало менший дохід, який приходив у дім. Соціальні працівники та працівниці, які приймали державний матеріналізм, виступали за те, що жінки та їхні діти будуть краще захищені державною політикою, яка заохочувала б роботу поза домом, а не програмою, яка заохочувала та підтримувала жінок залишатися вдома. Багато соціальних працівників та працівниць, фахівців та фахівчинь із захисту прав дітей стверджували, що мати вдома, як і мати, працюючий батько, також може принести психологічну користь дітям. Цей новий тип мови поєднав ідеї Бюро у справах дітей і жінок і обґрунтував уніфіковану програму дитячого догляду для жінок з низьким рівнем доходу. Прихильники матерналізму передбачили систему дитячого догляду, яка могла б допомогти жінкам стати кращими матерями та поширити її на всіх працюючих матерів. Це пояснювалося тим, що за материналізму жінка мала спільну відповідальністю перед усіма матерями, а їхній догляд і материнська турбота їх характеризували. Однак пізніше стало відомо, що програма дитячого догляду буде доступна лише для матерів, які отримували соціальну допомогу та погодилися на роботу, якщо така була доступна під час подання заявки на програму соціальної допомоги. Загалом державний матеріналізм допоміг підтримати систему денного догляду, яка задовольняла потреби «знехтуваних» дітей, а також потреби урядовців із соціального забезпечення та політиків, які прагнули зменшити витрати на соціальне забезпечення та запобігти майбутнім поколінням отримувачів соціальної допомоги.

#### Терапевтичний матерналізм
Оскільки програма допомоги сім'ям з дітьми на утриманні (ADC) була під питанням у 1940-х і 1950-х роках після її створення в 1935 році, деякі реформатори вважали, що надання жінкам можливості працевлаштування може допомогти вирішити проблеми, пов'язані з цією програмою. Американські соціальні працівники розділилися з цього приводу. Деякі виступали за роботу матерів поза домом, тоді як інші були проти материнської зайнятості. Однак соціальні працівники використовували психологічний і «терапевтичний підходи», щоб виступати за і проти материнської зайнятості. У випадку проматеринської зайнятості соціальні працівники та працівниці припустили, що працюючі матері можуть краще забезпечити психологічні навички та навички розвитку, необхідні для своїх дітей, ніж матері, які залишаються вдома. Інші прихильники материнства зображували одержувачів ADC як психологічно хворих і розглядали працюючих матерів як загрозу. Ідея полягала в тому, що матерям у робочій силі буде вигідно лише тоді, коли вони продовжуватимуть ставити потреби своєї дитини вище своїх власних. Як сказала соціальна працівниця на ім'я Еліс Мерріам у 1959 році: «Будь-яка мати, яка думає про те, щоб влаштуватися на роботу, повинна ретельно розглянути такі питання, як вік дитини, її емоційна готовність розлучитися з нею та можливе альтернативне рішення». Загалом, у той час як соціальні працівники, такі як працівники програми ADC, обговорювали, чи має материнська зайнятість бути життєздатним варіантом, вони об'єднали аргументи, що працюючі матері можуть принести психологічну та емоційну користь американській сім'ї та більшості головне, своїх дітей.

#### Досвідчений і сентиментальний матерналізм
Під час руху за права соціального забезпечення наприкінці 1960-х і на початку 1970-х років суспільство в Сполучених Штатах не очікувало, що матері працюватимуть поза домом. Американська культура зосереджена на чоловікові як головному годувальнику сім'ї. Тому бути матір'ю — це робота, яка має стояти перед будь-якою роботою поза домом. Деякі жінки-активістки використовували матерлінізм для участі та мобілізації в русі. Матерналізм, який використовувався під час цього руху, мав дві різні форми. Перша вчена Синтія Едмондс-Кеді називає «матеріналізмом досвіду» як підтип, який надавав допомогу отримувачам соціальної допомоги афроамериканцям з низькими доходами. Цей тип підходив до материнства як до повсякденного досвіду, обумовленого основними потребами їхніх дітей, і включав досвід бідності, расизму та класової поведінки в рамках програми соціального забезпечення. Одержувачі бачили в своєму унікальному становищі матерів, які отримують соціальну допомогу, мотивацію допомагати іншим матерям з низькими доходами боротися за потреби дітей і державну допомогу. Матерналізм на досвіді в русі за права добробуту означав боротьбу за право бути матір'ю; це включало особисту боротьбу та працевлаштування як частину материнської риторики. З іншого боку, Синтія Едмондс-Кеді описує «сентиментальний материналізм» як підтип, який використовують переважно білі жінки середнього класу, які брали певну участь у русі за права добробуту. Однак ці привілейовані жінки, які належали до категорії сентиментального материнства, не потребували й не отримували соціальної допомоги. Таким чином, вони не мали такого ж досвіду, як жінки в рамках емпіричного материнства. Швидше, вони співчували матерям, які отримували соціальні виплати. Саме цей особистий досвід відрізняє жінок у межах експериментального материнства від сентиментального материнства. У результаті жінки використовували ці ідеали у своїй активній діяльності, що спонукало білих жінок із середнього класу активніше брати участь у підтримці руху. Під час цього руху багато жінок, які дотримувалися як експериментального, так і сентиментального материнського менталітету, бачили зусилля своїх активістів у сфері соціального захисту як ширше розширення своєї роботи матерів.

## Значні особи

### Елен Генрієта Сволоу Річардс
Хімікиня, яка закінчила Вестфордську академію (другу найстарішу середню школу в Массачусетсі) у 1862 році та заснувала Home Economics. Річардс створила лабораторії в університетах по всій країні, спрямовані на санітарію та навчання жінок наукам. Річардс була ключовою гравчинею у матерналістській політиці, оскільки вона застосовувала свої наукові знання до внутрішніх проблем у політиці, наполягаючи на хорошому харчуванні та санітарії.

### Луґенія Барнс Гоуп
Одна із перших професійних соціальних працівниць. У 1908 році в Атланті (штат Джорджія) вона заснувала Союз сусідства, який мав на меті мобілізувати та надати виборчі права бідним чорношкірим районам міста.

### Лаура Джейн Аддамс
Співзасновниця Hull House в Чикаго в 1889 році. Яскрава прихильниця матерналістської політики та прогресивних реформ, вона започаткувала багато ініціатив, таких як чиста їжа та чиста питна вода, які набрали обертів у соціальному русі.

## Критика
Матеріналізм критикували на тій підставі, що він не дозволяє жінкам займатися професіями, де домінують чоловіки. Це також зміцнює нормалізоване уявлення про жіночність, не враховуючи плинність статі.
Так само, як рекламодавці використовували образи сильних працюючих жінок, щоб заохотити жінок виходити на роботу на підтримку воєнних зусиль, після війни рекламодавці представляли образи материнства, щоб змусити жінок покинути роботу і повернутися до своїх домівок, щоб їхні робочі місця могли бути заповнені чоловіками, які повернулися з війни. Жінкам казали, що їхні здібності до виховання дітей будуть краще використані, якщо вони будуть чекати на своїх чоловіків і дітей.